# The Luyas
The Luyas es una banda de rock alternativo, formada en Montreal, Canadá originalmente por Jessie Stein (guitarra y voz), Pietro Amato (de Arcade Fire) y Stefan Schneider (batería) en 2006, creando un sonido sofisticado; combinando guitarras disonantes con la Moodswinger y trompa y un estilo muy especial de hacer música.

## Integrantes

### Formación actual
- Jessie Stein - vocal, guitarra, moodswinger
- Sarah Neufeld - violín
- Pietro Amato - campana, trompa, llave
- Mathieu Charbonneau - wurlitzer
- Mark Wheaton "Bucky" - batería

### Exintegrantes
- Stefan Schneider - batería (2006 - 2012)

## Discografía

### Álbumes
- Faker Death, 2007, CD, re-release 2008, Pome Records
- Too Beautiful to Work, 2011, CD, Dead Oceans

### EP
- Tiny Head/Spherical Mattress 7"  2009

### Vídeos
- Views of Montreal: The Luyas, 2009, por Vincent Moon[1] (Take-Away Show #99)